# Tunnelstelsel in de Gazastrook

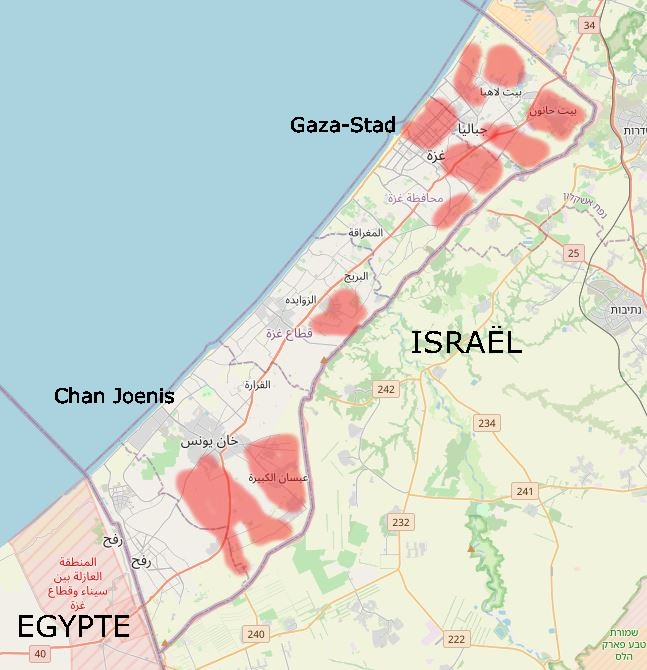
Tunnelstelsels in de Gazastrook (rood aangegeven)

Het tunnelstelsel in de Gazastrook is een in de jaren 1960 begonnen en sindsdien gegroeid netwerk van onderaardse tunnels binnen de Gazastrook en onder de grenzen van de Gazastrook met Egypte en Israël. De tunnels staan onder beheer van Hamas en worden gebruikt voor het transport van goederen (hoofdzakelijk smokkel vanuit Egypte), voor het illegaal oversteken van grenzen, voor opslag van waren, voor het gevangen houden van gijzelaars en voor het uitvoeren van terroristische aanslagen in de buurlanden. De tunnels spelen een essentiële rol in de economie van het geïsoleerde en regelmatig door de buurlanden afgesloten gebied. Vooral vanwege de militaire functie van de tunnels proberen Israël en Egypte de tunnels onbruikbaar te maken of te vernietigen.

## Achtergrond
In de moderne geschiedenis van de Gazastrook spelen de geïsoleerde ligging en de zeer hoge bevolkingsdichtheid van het waterarme gebied een grote rol.
Het gebied stond vanaf de Tweede Wereldoorlog tot 2005 voor de meeste tijd onder beheer van Egypte en Israël, waarbij tot de jaren 80 van de vorige eeuw een betrekkelijk vredige verhouding tussen de drie staten bestond. Na de eerste Intifada in 1987 verslechterde de relatie van Gaza met Israël dramatisch en later ook die met Egypte. Sinds 2000 hebben Israël en Egypte de grenzen van Gaza regelmatig compleet of gedeeltelijk afgesloten. Inzover grensovergangen geopend zijn, vindt een intensieve controle van het grensverkeer plaats, met betrekking tot wapens en alle goederen die voor een gewapend conflict gebruikt kunnen worden.
De noord- en oostgrens met Israël en de Middellandse Zeekust in het westen worden door Israël bewaakt. De grens met Israël bestaat uit een dubbel hek. Het zuiden vormt de grens met Egypte, waarbij een strook van 100 meter over de complete grenslengte van 14 km van 1979 tot 2004 onder Israëlische controle stond en de Philadelphipassage genoemd werd.

## Tunnelbouw

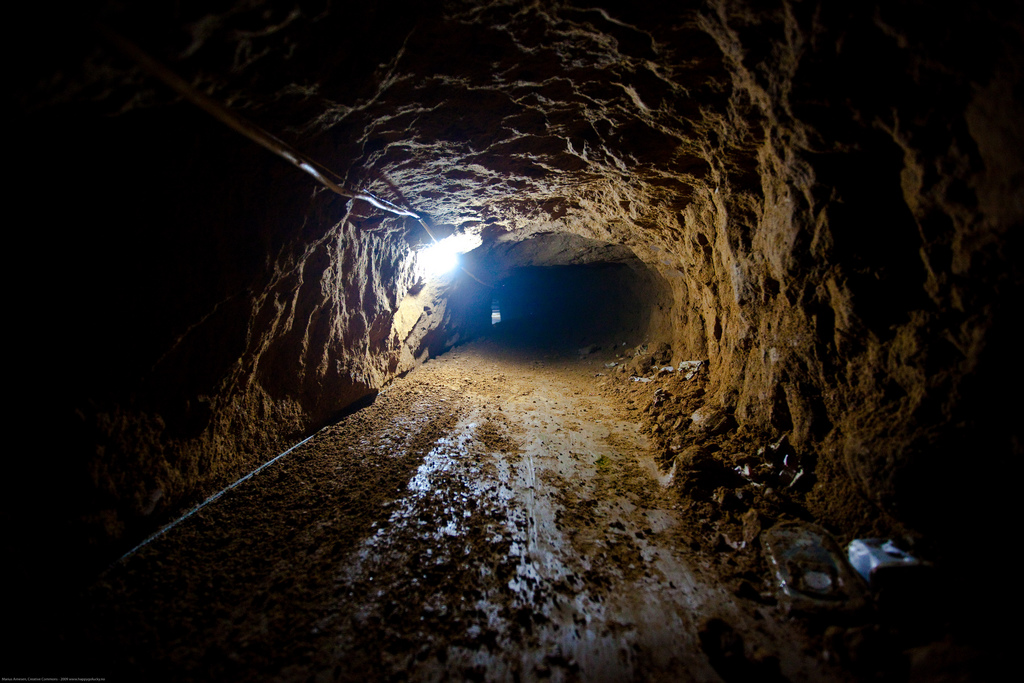
Eenvoudige smokkelaarstunnel zonder stutten

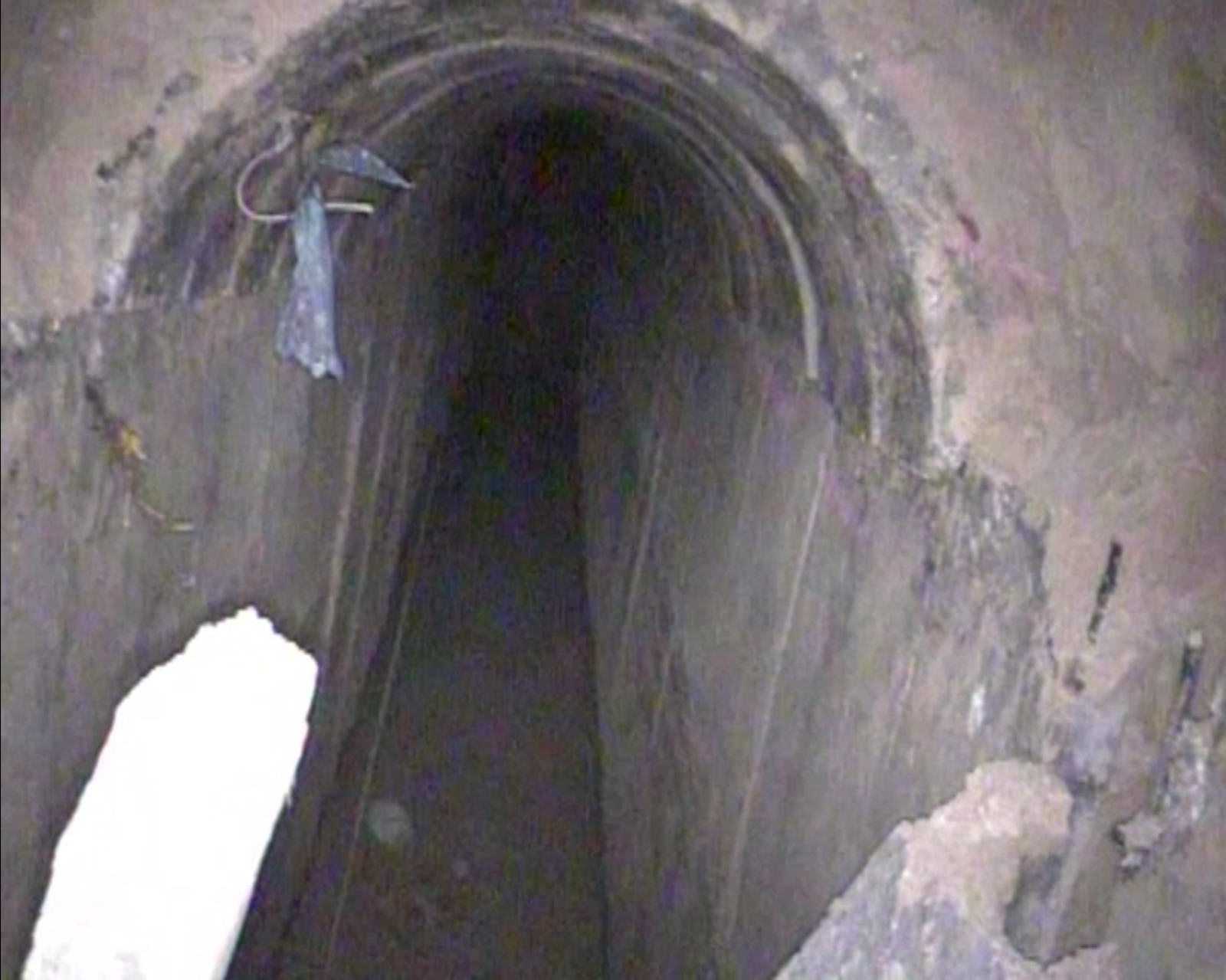
Met betonnen platen en bogen gestutte tunnel

De aanvang van de tunnelbouw betrof in de jaren 60 tot 80 door particulieren aangelegde smokkeltunnels onder de Gazaans-Egyptische grens. De eerste gangen hadden meestal een ingang in huiskelders of olijfgaarden, waren tot 18 meter diep en 1,5 km lang. Veel tunnels waren primitief gebouwd zonder gebruik van stutten en kappen en daardoor zeer instortingsgevaarlijk.
Met verloop der tijd werden de tunnels verbeterd. Hamas vormde binnen de Al-Qassambrigaden een eigen ingenieursteam, dat zich uitsluitend met de tunnelbouw bezighoudt. Toen in 2012 een invoerstop opgeheven werd, kwamen grote hoeveelheden staal en beton naar Gaza, bedoeld voor de reconstructie van de vele verwoeste gebouwen. Hamas slaagde erin, veel bouwmateriaal op te kopen en voor de tunnelbouw te gebruiken.
De bodem van de Gazastrook bestaat tot 20 meter diepte uit zand met daaronder een soort zacht zandsteen ("koerkar") of plaatselijk ook klei of löss. Het graven van tunnels is daarom relatief eenvoudig. De ingenieursbrigaden van Hammas kunnen waarschijnlijk 4-5 meter per dag graven.

## Grootte van het stelsel
Over de grootte van het complete tunnelstelsel bestaat geen verifieerbare informatie. Een woordvoorder van Hamas gaf in 2018 aan, dat de lengte dubbel de lengte van het tunnelcomplex van Củ Chi in Vietnam zou bedragen, wat op ong. 250 km uitkomt. In 2021 werd door Hamas gesproken over 500 km. In 2023 beweerde de opperbevelhebber van het Iraanse leger dat de totale lengte 400 km zou bedragen.

## Economische betekenis
De tunnels, vooral die tussen Egypte en de Gazastrook, spelen een belangrijke rol voor de Gazaanse economie. Vanwege de voortdurende blokkades is het voor de Gazaanse bevolking van eminent belang om levensmiddelen en andere producten voor het dagelijkse leven te vervoeren via transport van goederen door de smokkelaarstunnels. Een schatting van de Verenigde Naties uit 2011 duidde op een dagelijkse hoeveelheid van 8.000 hectoliter brandstof, 500 ton staalbeton en 3.000 ton beton. In 2014 werd de waarde van de gesmokkelde goederen jaarlijks op 750 miljoen Amerikaanse dollar geschat.
De kosten van een tunnel wisselen sterk, afhankelijk van de bouwwijze en lengte. Een Arabisch journalistiek netwerk noemde in 2010 voor een eenvoudige met houten palen gestutte smokkelaarstunnel een prijs van $30.000. Het Israëlische leger vermoedde in 2014 de prijs van een tunnel tussen de Gazastrook en de Israëlische kant van de grens van $100.000 per tunnel, terwijl in 2023 duidelijk hogere kosten van meer dan $3.000.000 per tunnel ingeschat werden. Een Gazaanse tunnelarbeider kan een maandloon van $150-300 verdienen, wat in de Gazastrook bovengemiddeld is.

## Militaire betekenis

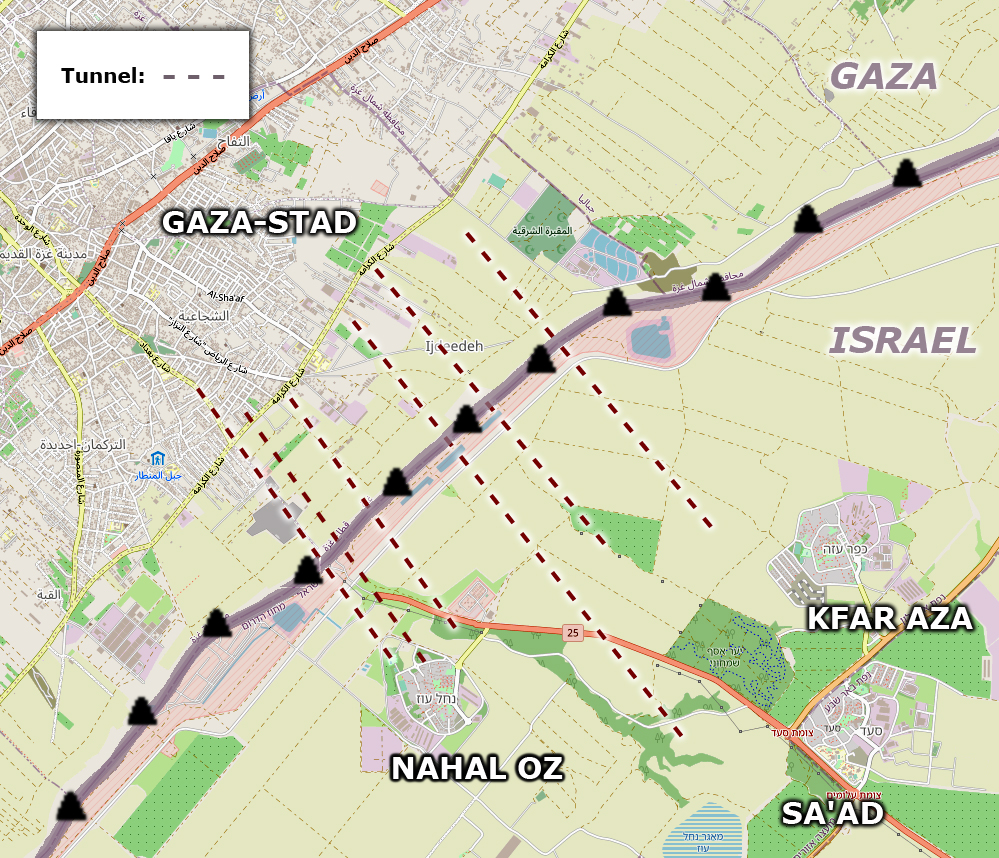
In 2014 ontdekte tunnels onder de Gazaans-Israëlische grens

Voor de strijders van de terroristische organisaties Hamas en Islamitische Jihad spelen de tunnels een grote rol bij militaire operaties. Dit wordt regelmatig door woordvoerders van de organisaties benadrukt. De tunnels kunnen naar doel en verloop ingedeeld worden, waarbij veel tunnels tegelijkertijd ook civiel gebruikt worden: 
- logistieke tunnels
- aanvalstunnels
- defensieve tunnels

Vanaf 2004 werden meerdere Israëlische soldaten gedood door Hamas-terroristen die door tunnels onder de grens gekomen waren. De eerste ontvoering van een Israëlische soldaat via een tunnel vond plaats in 2006, nadat terroristen van Hamas een ong. 300 meter lange tunnel onder de Gazaans-Israëlische grens hadden gegraven.
In 2014 werd een overval van ca. 200 terroristen op Israëlisch grondgebied verhinderd, die gepland was via door tunnels onder de oostelijke Gazaans-Israëlische grens.
In 2023 vond een grootschalige overval van Hamas plaats, waarbij tunnels gebruikt werden die aan de Gazaanse zijde van de grens aan de oppervlakte kwamen en voor de opslag van wapens gebruikt werden.

## Tegenmaatregelen
Tegenmaatregelen tegen tunnels vereisen bijzondere kennis, vaardigheden en techniek. Op de eerste plaats staat het vinden van de tunnels en het in kaart brengen van hun verloop. Verschillende methoden zijn ontwikkeld om de bouw van tunnels te verhinderen, ze te vernietigen of onbruikbaar te maken. Speciaal voor deze opgaven bestaat binnen het Israëlische leger de ingenieurseenheid Jahaloom (Hebr. יהל״ם, "diamant"). 

### Tracering
Verschillende methoden bestaan er om tunnels te vinden en te volgen. Een grote rol speelt informatie van bij de tunnels betrokkene personen, zoals gevangen genomen terroristen. Voor het vinden van tunnels door de aarde heen bestaan speciale sonarsystemen. Ook lucht- en satellietopnames kunnen aanwijzingen leveren. Voor het verloop van tunnels is vaak een feitelijke infiltratie nodig, zij het door personen, door speurhonden, dronen of robots.

### Diepwanden
Zowel Egypte als Israël hebben mechanische barrières gebouwd aan de grens door de grensmuur in de bodem te verlengen. Het grootste project was een diepwand die door Israël over de complete lengte van de Gazaans-Israëlische grens gebouwd en in 2021 voltooid was. De diepte van de wand is niet publiek gemaakt, maar tijdens de bouw werd een diepte van 50-100 m onder het maaiveld genoemd.

### Infiltratie door personen
Wanneer een tunneltoegang bekend en toegankelijk is, kunnen soldaten een tunnel betreden, zijn verloop verkennen en hem eventueel van binnen vernietigen. Deze methode is buitengewoon gevaarlijk.  zodat soldaten voor deze opgave bijzonder opgeleid worden. Het Israëlische leger heeft hiervoor een speciaal opgeleid commando ingericht, het Samoercommando (Hebr. סמור, "wezel").
Veel technische en tactische aspecten van de normale oorlogsvoering moeten in de ondergrondse omgeving anders gedefinieerd of compleet veranderd worden. 
- Zicht - Problematisch is het gebruik van lampen, vanwege het gevaar van ontdekking. Normale nachtzichtapparatuur functioneert bij volkomen donkerheid niet, zodat alleen geavanceerde kijkers die thermische straling en infraroodstraling combineren gebruikt kunnen worden.
- Communicatie - Doordat radiogolven in tunnels een beperkt bereik hebben, moet op communicatiemiddelen met kabel teruggegrepen worden, zoals de klassieke veldtelefoon.
- Oriëntatie - Omdat de tunnels maar ten dele gecartografeerd zijn, moeten metingen uitgevoerd en beschrijvingen gemaakt worden, om het verloop van de gangen met relatief eenvoudige middelen vast te leggen.
- Localisatie van uitgangen - Hiervoor zijn rookbommen met paarse rook ontwikkeld, die door het ontwijken daarvan toegangen kunnen laten ontdekken.[17]
- Psychische geschiktheid - Soldaten zonder oefening in tunnelinfiltraties hebben  bij een verblijf onder de grond een reëel risico om paniekaanvallen, duizeligheid of andere psychische problemen te ontwikkelen, zodat een speciale opleiding met realistische oefeningen nodig is, evenals een selectie van de tunnelsoldaten op grond van hun psychische gesteldheid (introversie), eventueel gecombineerd met andere vaardigheden (zoals bij blindheid).[6]
- Zuurstof - Het zuurstofgehalte in diepe tunnels is verlaagd, zodat het meedragen van zuurstofflessen hier noodzakelijk is.
- Beschadiging van zicht of gehoor - Bij explosies of zelfs normale schoten met handwapens worden relatief vaak beschadigingen van zicht of gehoor veroorzaakt, zodat hier bij de keuze van wapens rekening gehouden moet worden en bescherming van oren en ogen nodig is.
- Man-tegen-mangevecht - Hoewel een directe confrontatie met vijandelijke strijders zelden opgezocht wordt, krijgen soldaten voor gevechten in de smalle gangen en bij donkerheid een speciale training.
- Chemische wapens - Omdat het gebruik van chemische wapens in tunnelstelsels eenvoudig en effectief is, is een bescherming met gasmaskers ontontbeerlijk, in combinatie met detectieapparatuur.
- Boobytraps - Om boobytraps en mijnen te ontdekken alvorens soldaten infiltreren, worden de gangen verkend door quadrocopters en speciaal gebouwde robots, die de vallen ook onschadelijk kunnen maken.[17][6]

### Afsluiten van toegangen of gangen

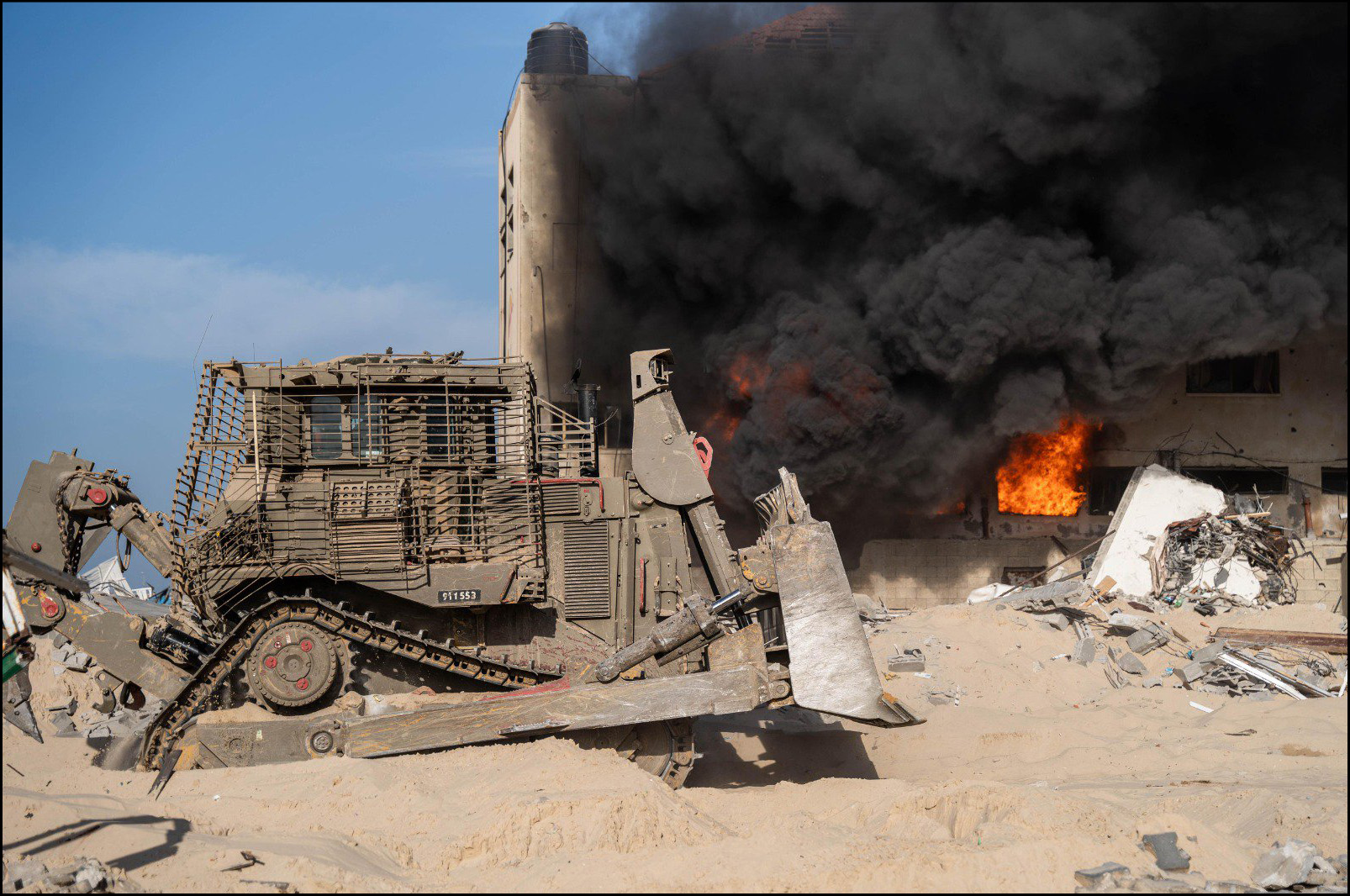
Een Israëlische D9-bulldozer in actie

Een eenvoudige methode is het vernielen van een tunneltoegang, vaak met een gepanserde bulldozer. Het nadeel is dat de tunnel zelf intact blijft en verder gebruikt kan worden. Een voorwaarde is dat de tunneltoegang met machines bereikt kan worden.
Vanaf 2023 is de zogenaamde sponsbom door het Israëlische leger in gebruik. Het betreft een zak met twee chemicaliën, die bij vermenging een grote schuimmassa vormen, die aansluitend tot de hardheid van beton uithardt.

### Water
In september 2015 besloot Egypte, op grond van een opstand in het Noorden van de Sinaï die met uit de Gazastrook teruggesmokkelde wapens uitgevoerd werd, de smokkelaarstunnels tussen Gaza en Egypte definitief te vernietigen. Een effectieve methode bleek het laten volpompen van de tunnels met zeewater, wat bij 37 tunnels gebeurde. Volgens de tunnelbezitters was de ravage door het water meer dan die bij alle bombardementen van Israël tot dan toe. Een nadeel het gebruik van zeewater is de verzilting van grondwaterbronnen en onderaardse waterreservoirs in de buurt van de tunnels.
In december 2023 werd in de media bericht over krachtige waterpompen die ook Israël in de Gazastrook geïnstalleerd zou hebben om tunnelstelsels met zeewater te vernietigen. 

### Bombarderen

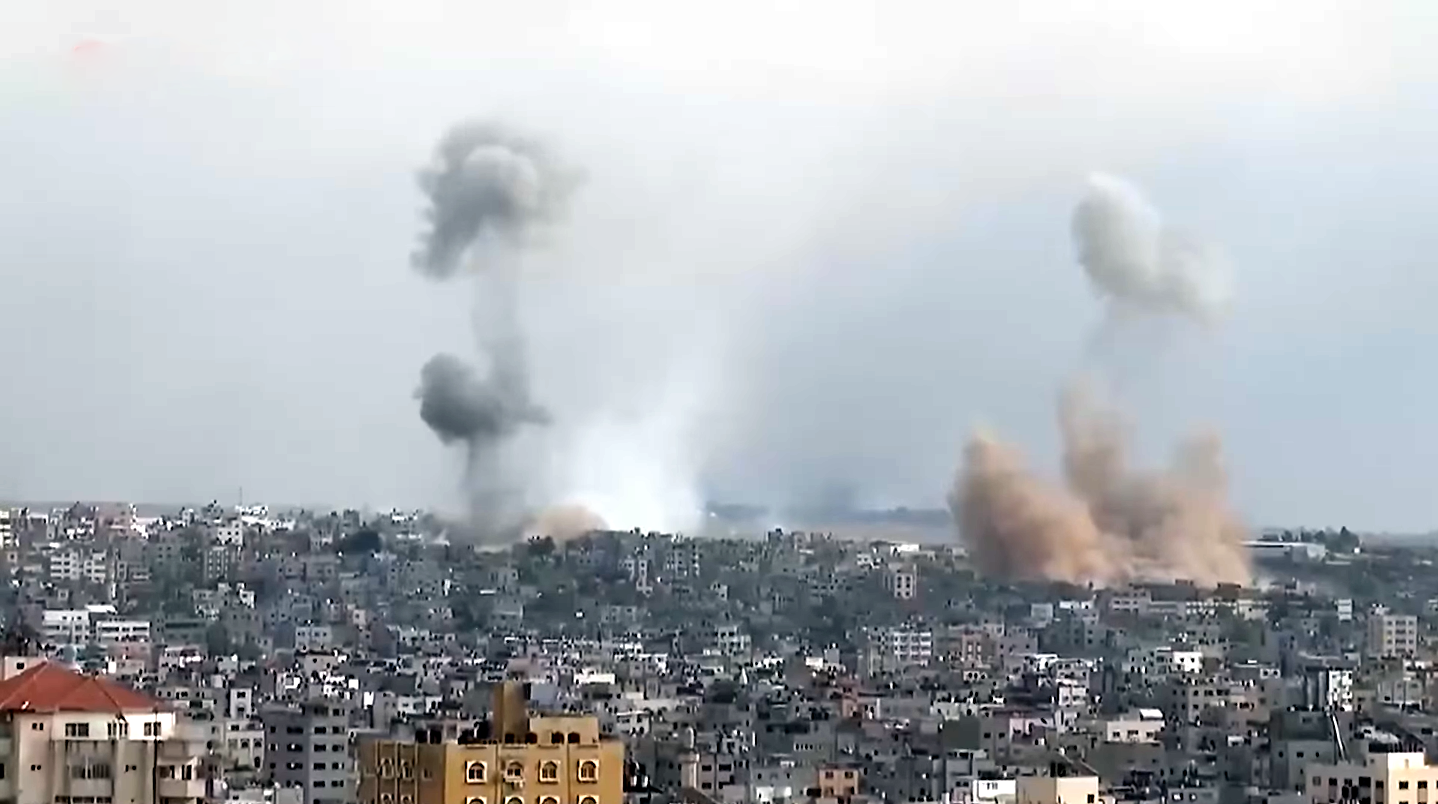
Bombardement van Gaza-Stad in 2023

Het bombarderen van tunnels en tunnelingangen wordt door Israël vaak uitgevoerd. Het heeft het voordeel van de aanval op afstand, waardoor slachtoffers in het eigen leger vermeden worden. Een nadeel is dat Hamas veel ingangen in en onder civiel gebruikte gebouwen heeft verborgen, zodat zonder evacutatie veel burgerslachtoffers kunnen vallen. Het gebruik van zware bommen in dichtbevolkte gebieden is daarom door de Geneefse Conventies verboden.